# Erodium dimorphum
Erodium dimorphum là một loài thực vật có hoa trong họ Mỏ hạc. Loài này được Wendelbo mô tả khoa học đầu tiên năm 1964.